# 圣婚
圣婚指的是一种表现男神和女神婚姻的性仪式，尤其特指由人类参与者代表神祇进行。圣婚并不一定涉及真实的性行为，也可以只单纯涉及神话或象征方面的背景，如炼金术和荣格心理学。圣婚被视为是生育儀式的原型。